# ديف مور (صحفي)
ديف مور (بالإنجليزية: Dave Moore) هو صحفي أمريكي، ولد في 4 يونيو 1924 في منيابولس في الولايات المتحدة، وتوفي في 28 يناير 1998.